# 龙家营站
龙家营站位于中国河北省秦皇岛市海港区东港镇龙家营村，是京哈铁路上的一座铁路车站。除京哈正线外，车站还设有龙山联络线连接津秦高速铁路，实现了津秦高速铁路、京哈线（关内段）旅客列车与京哈线关外段（秦沈客专）、沈山铁路间列车的直通运转。车站建于1928年，目前为三等站，邮政编码为066001。2017年车站建成交接场，成为秦皇岛地方铁路的接轨站。
车站目前主要办理京哈线的通过车流，以及秦皇岛东站、山海关站之间车流的交换作业，货运仅办理专用线、专用铁道整车货物发到。车站设有通往八三专用线、海后军用线两条专用线。2010年11月15日，由于秦皇岛站停运改造，龙家营站开办客运业务，作为临时过渡车站。2012年7月1日秦皇岛站普速场开通，龙家营站停止办理客运业务。目前龙家营站仍有一班前往唐山站的57034次路用通勤列车。

## 交通接驳
- 公交（上营）：24、24附线、35、T1